# Graziella Antonioli
Graziella Antonioli (Genova, 1939) è un'annunciatrice televisiva italiana attiva per la Rai dal 1961 al 1968 e poi per la TSI dal 1968 al 1993.

## Biografia
È entrata in Rai in occasione della nascita del Secondo Programma nel 1961, a seguito di un concorso per annunciatrici televisive insieme ad altre colleghe tra cui Mariolina Cannuli, Rosanna Vaudetti, Maria Grazia Picchetti ed Anna Maria Xerry De Caro, venendo assegnata alla sede di Milano.
Nel 1968, dopo essersi sposata con il telecronista Ennio Vitanza, all'epoca in forze alla redazione sportiva del Telegiornale, ha scelto di lasciare il suo incarico in Rai per non attirare l'attenzione dei gossip e dei rotocalchi televisivi sulla loro relazione. È stata così assunta dalla TSI, la televisione svizzera in lingua italiana, della quale è stata tra le principali annunciatrici fino al 1993, quando è andata in pensione.

## Filmografia
- Valentina, una ragazza che ha fretta, regia di Vito Molinari (1977)